# Mordellistena kubani
Mordellistena kubani es una especie de coleóptero de la familia Mordellidae.

## Distribución geográfica
Habita en Uzbekistán.